# Theun Busser
Theun Busser (Appelscha, 1957) was een Nederlandse marathonschaatser die als vijfde finishte in de Elfstedentocht van 1985.
Hij was daarmee de eerste die over de eindstreep kwam na de kopgroep van de winnaar Evert van Benthem, die die de sprint won van Henri Ruitenberg, Jos Niesten en Jan Kooiman. Zijn achterstand op de kopgroep was 2 minuten en 23 seconden. Twee seconden na hem finishte Wim Westerveld. Zelf was hij teleurgesteld over zijn vijfde plaats, die hij mede toeschreef aan een lichte spierblessure. 'Bij de start scheurde ik een beenspiertje', zei Busser daarover. 'Dat hinderde me. Ik kon niet aanzetten en miste zodoende de beslissende slag.'
Theun Busser had als bijnaam 'de Walrus', vanwege het model van zijn snor. Hij was geen liefhebber van rijden op kunstijs. 'Over de vroegere dienstweigeraar van Friese afkomst gaat het verhaal, dat hij te lui is om te trainen en alleen op de kunstijsbaan verschijnt als hij weer eens moet douchen', schreef Het Vrije Volk over hem in 1985. 'In een winter als deze gaat het trainen in de natuur echter spelenderwijs en komt Busser beter in vorm dan normaal.'
Op 16 februari 1985, vijf dagen voor de dertiende Elfstedentocht, won Busser een schaatsmarathon in zijn woonplaats Utrecht, op kunstijs. Hij finishte daar voor Jan Kooiman (derde) en Evert van Benthem (vijfde) en liet daarmee twee rijders uit de kopgroep in Leeuwarden achter zich.
Op 2 maart 1985, negen dagen na de Tocht der Tochten, won hij in de omgeving van het Finse Kuopio de Alternatieve Elfstedentocht op het Kallavesimeer. Hij versloeg in de eindsprint Jan Kooiman. Hun eindtijd was ruim vijf minuten sneller dan bij de echte Elfstedentocht, wat mede toe te schrijven was aan het lopen en klunen dat in Finland niet nodig was. Zijn winst beschouwde Busser als revanche op de teleurstellende vijfde plaats in de 'echte' Elfstedentocht. Winnaar Evert van Benthem deed aan de alternatieve tocht niet mee. Henri Ruitenberg, die tijdens die wedstrijd uitviel en diens begeleider Kees Poel verweten Van Benthem dat, omdat het in hun ogen niet van sportiviteit getuigde. Zij boden daar later hun excuses voor aan. 'Achteraf hebben we ingezien, dat Van Benthem een juiste beslissing nam door hier niet te vertrekken. Deze tocht volgde te snel op die van Friesland', zeiden ze.
Busser was tijdens zijn schaatscarrière van beroep etaleur.